# Gymnophthalmus leucomystax
Gymnophthalmus leucomystax är en ödleart som beskrevs av  Paulo Emilio Vanzolini och CARVALHO 1991. Gymnophthalmus leucomystax ingår i släktet Gymnophthalmus och familjen Gymnophthalmidae. Inga underarter finns listade i Catalogue of Life.